# Friedrich H. Hofmann
Friedrich H. Hofmann (* 13. März 1934 in Chemnitz; † 19. Oktober 2024) war ein deutscher Lehrer, Philatelist und Heimatforscher.
Nach Ablegen seines Abiturs an der Friedrich-Engels-Oberschule in Chemnitz studierte Hofmann ab September 1952 an der Humboldt-Universität Berlin Mathematik. Sein Studium schloss er mit dem Staatsexamen für das Lehramt in der Oberstufe ab. Ab 1. Februar 1957 war er als Lehrer an der Ernst-Schneller-Oberschule in der erzgebirgischen Kreisstadt Aue eingesetzt. Aus politisch-ideologischen Gründen (Ablehnung der marxistischen Ideologie) wurde er im September 1958 an eine Mittelschule versetzt, ab 1. September 1960 war er hauptamtlicher Lehrer an der Kreisvolkshochschule Aue. Mit der politischen Wende wurde er 1990 als Direktor der Erweiterten Oberschule Aue, die aus der Ernst-Schneller-Oberschule hervorgegangen war, eingesetzt. Nach deren Umwandlung in das Clemens-Winkler-Gymnasium Aue war er von 1992 bis zu seinem Eintritt in den Ruhestand zum Ende des Schuljahres 1998/1999 dessen Schulleiter. Er lebte zuletzt in Schwarzenberg/Erzgeb.
Hofmann war Mitglied des 1964 gegründeten Vereines „Forschungsgruppe Kursächsische Postmeilensäulen“, in dem er sich um die Erhaltung und Restaurierung dieser Kulturdenkmale der sächsischen Postgeschichte engagiert, und war zwischen 1980 und 2022 mehrfach in dessen Vorstand aktiv. Er publizierte ab 1979 zahlreiche Bücher und Aufsätze zur Postgeschichte des westlichen Erzgebirges. Für seine Arbeit über das Postwesen von Schwarzenberg im 20. Jahrhundert wurde er 2012 beim Sächsischen Landespreis für Heimatforschung mit einer Ehrenurkunde ausgezeichnet.

## Werke (Auswahl)
- Postgeschichte der Stadt Schwarzenberg (Erzgeb.). Von den Anfängen bis zum Jahre 1945. Schwarzenberg 1979. DNB 820356379
- Postgeschichte von Johanngeorgenstadt. Mit kurzer Darstellung der Stadtgeschichte. Schwarzenberg 1983. DNB 850003725
- Rittersgrün & Breitenbrunn. Aus der Geschichte beider Orte und ihres Postwesens. Rockstroh: Aue 2006. ISBN 3-937190-07-4
- Schwarzenberg im Erzgebirge. Die Stadt und ihr Postwesen im 20. Jahrhundert. Rockstroh: Aue 2009. DNB 1003378234
- Die Postgeschichte von Eibenstock. Rund 300 Jahre Post von 1701 bis 2009. (Am Auersberg 5) Stadtverwaltung: Eibenstock 2012. ISBN 978-3-9815145-1-3